# Linas Matkasse
Linas Matkasse är ett svenskt matkassekoncept, grundat 2008. De största ägarna är Angur Invest, Niklas Aronsson, Olle Qvarnström och Carolina "Lina" Gebäck. Linas Matkasse är en del av Cheffelo (tidigare LMK Group), som är en ledande leverantör av matkassar i Norden. Koncernen har verksamhet i Sverige, Norge och Danmark och verkar under varumärkena Linas Matkasse, Godtlevert, Adams Matkasse och RetNemt. År 2022 omsatte koncernen 1 081,4 MSEK och levererade cirka 17 miljoner måltider till sina kunder. Cheffelo är noterat på Nasdaq First North Premier Growth Market (CHEF).

## Verksamhet

### Företagshistorik
Hela bolaget var 2015 värderat till ungefär 900 miljoner kronor. Lina Gebäck och Niklas Aronsson försökte under våren 2015 sälja Linas Matkasse. Bland spekulanterna fanns bland annat dagligvarukoncernen Axfood och det tyska matkasseföretaget Hellofresh. Priset var satt till 750 miljoner kronor, men ingen spekulant var intresserad av att köpa Linas Matkasse för det priset. Ägarna började vid denna tidpunkt att se sig om efter andra lösningar. I juli 2015 annonserades att det norska riskkapitalbolaget Herkules hade gått in som ny storägare. Herkules ägde då 30% av Linas Matkasse. De ursprungliga ägarna behöll gemensamt majoriteten i bolaget. Bolaget offentliggjorde den 9 mars 2021 sin avsikt att erbjuda aktier till allmänheten samt att notera aktierna på Nasdaq First North Premier Growth Market, vilket skedde den  29 mars. I oktober 2023 ändrades företagets namn från LMK Group till Cheffelo, för att bättre representera den skandinaviska verksamheten.

### Koncept
Den som abonnerar på Linas Matkasse får hemleverans av skräddarsydda måltidslösningar innehållande recept och råvaror regelbundet. Det finns ett brett urval av recept kunderna kan välja fritt ifrån, eller färdigkomponerade matkassar för olika kostinriktningar. Matkassarnas finns för två, fyra eller sex personer. Genom att ingredienserna köps in baserat på kundernas faktiska beställning och leveranserna endast innehåller det som behövs för att tillaga maträtterna undviks matsvinn i flera led.